# Mitrospingus
Mitrospingus é um género de ave da família Thraupidae.
Este género contém as seguintes espécies:
- Mitrospingus cassinii (Lawrence, 1861)
- Mitrospingus oleagineus (Salvin, 1886)